# Sulfoxaflor
Sulfoxaflor (Isoclast Active) ist ein von Dow AgroSciences in den 2000er Jahren entwickeltes Insektizid aus der Gruppe der Sulfoximine. Die Kommerzialisierung folgte im Jahr 2013. Wie die Neonicotinoide auch ist es ein nAChR-Agonist, der die nikotinischen Acetylcholinrezeptoren blockiert. Gegenüber den Neonicotinoiden ist Sulfoxaflor aber kaum kreuzresistent. Von anderen Sulfoximinen und Neonicotinoiden hebt sich Sulfoxaflor durch die funktionelle Gruppe des Sulfoximin-N-nitrils ab, welche auch als Schwefel-gebundene Cyanamid-Einheit gesehen werden kann.

## Stereochemie
Sulfoxaflor ist ein Gemisch von vier Stereoisomeren, dabei ist ein Stereozentrum am benzylischen Kohlenstoffatom und eines am Schwefelatom „lokalisiert“.

## Gewinnung und Darstellung

### Syntheseweg nach dem Dow-Patent
Die früheste Synthese von Sulfoxaflor stammt aus einem Patent von 2010 und geht von dem kommerziell erhältlichen Edukt 5-(Chlormethyl)-2-(trifluormethyl)pyridin 1 aus. Es sind dabei vier Schritte nötig. Der erste Schritt ist eine nukleophile Substitution des Chlor-Atoms durch eine Methylthio-Gruppe mittels Natriummethanthiolat in Ethanol. Im zweiten Schritt wird das Sulfilimin 3 (funktionelle Gruppe) durch Reaktion mit Diacetoxyiodbenzol und Cyanamid in Dichlormethan gebildet. Der dritte Schritt ist eine Oxidation mit meta-Chlorperbenzoesäure und Kaliumcarbonat in wässrigem Ethanol. Die Oxidation findet am Schwefelatom statt und sorgt für die Einführung des Sauerstoffatoms, welches auch im Produkt noch vorhanden ist. Der vierte Schritt ist schließlich die durch die Enol-Form der Thionyl-Funktion vermittelte Methylierung der quasi-Benzylposition. Erzeugt wird die Enol-Form dabei mit Kaliumhexamethyldisilazid in Tetrahydrofuran. Als Methylierungsreagenz kann Methyliodid verwendet werden. Der Reaktionslösung wird außerdem Hexamethylphosphoramid beigefügt um den entstehenden Iodwasserstoff abzufangen. Die Erfinder berichteten von einer Gesamtausbeute von 2,44 %.

### Neuer Syntheseweg aus Organic Process Research & Development
Eine effizientere Synthese von Sulfoxaflor wurde 2015 von Arndt et al. veröffentlicht. Diese ist fünf-schrittig und beginnt bei dem Edukt 3-(Methylsulfanyl)butanal 1. Dieses wird in einer speziell für diese Synthese von den Autoren entwickelten de novo Pyridin-Synthese umgesetzt, welche direkt in den ersten drei Schritten in der Form einer Michael-Aldol-Kondensation stattfindet. Dabei wird als erstes die Enamin-Methode und speziell das hierfür typische Pyrrolidin genutzt, während der Michael-Akzeptor das (3E)-4-Ethoxy-1,1,1-trifluor-3-buten-2-on ist und als Reagenz im zweiten Schritt Einzug findet. Der dritte Schritt ist der Ringschluss des gebildeten Dienon 3, welche mit Ammoniumacetat funktioniert. Der vierte Schritt ist die Einführung der Sulfilimin-Gruppe auf die gleiche Art und Weise, wie dies bereits in der Patent-Synthese durchgeführt wurde. Hier findet aber die Oxidation als fünfter Schritt auf andere Weise statt; als Oxidationsmittel wird Natriumperiodat verwendet und die Reaktion zusätzlich mit Rutheniumtrichlorid katalysiert. Dies führt zu leichten Ruthenium-Rückständen im Produkt 6 und dadurch zu einer grauen Farbe.

## Regulierung

### Europäische Union
Von der EU ist Sulfoxaflor seit dem 18. August 2015 als Wirkstoff genehmigt. In einigen EU-Mitgliedsstaaten sind Pflanzenschutzmittel mit Sulfoxaflor zugelassen, so auch seit Juli 2018 in Österreich gegen Blattläuse im Getreidebau und in Deutschland seit Dezember 2018 gegen Blattläuse und Weiße Fliege im Gemüse und Zierpflanzenbau. Kritisiert wurde, dass die Zulassung der Präparate beantragt wurde, obwohl bereits Erkenntnisse über eine schädigende Wirkung auf Dunkle Erdhummeln vorlagen. In der Schweiz sind keine sulfoxaflorhaltigen Pflanzenschutzmittel zugelassen. Am 7. April 2022 wurde bekannt, dass die Europäische Kommission den Einsatz von Sulfoxaflor wegen der schädlichen Wirkungen auf Wildbienen einschränken wird. Das Pestizid darf nicht mehr im Freien zum Einsatz kommen.

### Vereinigte Staaten
In den USA ist Sulfoxaflor seit dem 2013 zugelassen. Nach einem Gerichtsentscheid 2015 plant die EPA (Environmental Protection Agency) eine Anpassung der Zulassung mit eingeschränkterem Anwendungsspektrum und zusätzlichen Schutzmaßnahmen für Bienen.

## Ökotoxizität
2014 warnte die Europäische Behörde für Lebensmittelsicherheit (EFSA) in ihrer Risikobewertung davor, dass beim Freilandgebrauch ein hohes Risiko für Honigbienen nicht ausgeschlossen sei.